# SPB Software
SPB Software Inc. — Міжнародна компанія-розробник програм для мобільних пристроїв і смартфонів під різні платформи, у тому числі Windows Mobile, Symbian, iPhone, Blackberry та інші. Компанія SPB Software також займається розробкою ігор для смартфонів. Компанія заснована в 1999, її офіси розташовані в Росії, Азії, Південній Америці та США. Головний офіс знаходиться в Санкт-Петербурзі.

## Програми
Одним з найвідоміших програм, створених компанією, є SPB Mobile Shell — програма-оболонка для операційної системи. Оболонки пропонують користувачеві покращений інтерфейс, істотно підвищують зручність поводження з мобільним пристроєм і забезпечують більш глибокий контроль над телефоном, ніж це передбачено операційною системою. Програма SPB Mobile Shell неодноразово перемагала в різних конкурсах, присвячених мобільним додаткам. У 2009 році програма була визнана найкращим додатком року для ОС Windows Mobile і найкращим додатком для персоналізації. 
Крім програми SPB Mobile Shell, компанія SPB Software пропонує ще кілька десятків програм для індивідуальних користувачів мобільних пристроїв: комунікаційні, системні, мультимедійні та бізнес-додатки. Окремий підрозділ компанії займається розробкою мобільних ігор. Програми, розроблені компанією SPB Software, регулярно перемагають у різних конкурсах програмного забезпечення, що проводяться як продавцями, так і розробниками ОС. 
Сама компанія не раз удостоювалася престижних звань, у тому числі і неодноразового «Найкращий виробник програмного забезпечення року».

## Виробники пристроїв і мобільні оператори
Протягом декількох років компанія SPB Software тісно співпрацює виробниками мобільних пристроїв , у тому числі і з лідерами індустрії: Acer, AnyDATA, ASUS, BenQ, E-TEN, Gigabyte, HP, HTC, Mio, Nokia, ORSiO, Palm, Pharos, Rover, Samsung, Sony Ericsson і Toshiba. Багато додатків, створених компанією, виходять вже попередньо встановленими на новітні моделі мобільних пристроїв — понад 65 нових моделей мобільних телефонів вийшли укомплектованими програмами компанії SPB Software, що склало понад 10 000 000 ліцензій по всьому світу. 
Також компанія співпрацює з операторами стільникового зв'язку в усьому світі, даючи їм можливість поставляти абонентам якісний мобільний контент. Оператори-партнери компанії SPB Software: O2, SingTel, SkyLink, Swisscom і Вимпелком (Білайн).